# Peziza trachycarpa
Peziza trachycarpa är en svampart som beskrevs av Curr. 1864. Peziza trachycarpa ingår i släktet Peziza och familjen Pezizaceae.   Inga underarter finns listade i Catalogue of Life.
I den svenska databasen Dyntaxa används istället namnet Plicaria trachycarpa för samma taxon.  Arten är reproducerande i Sverige.